# Steep Holm
Steep Holm is een Engels eiland in het Kanaal van Bristol. Het valt onder het graafschap Somerset. Het hoogste punt van het kalkstenen eiland is op 78 meter boven zeeniveau.